# 华为P50系列
华为P50和华为P50 Pro以及華為P50E是由华为发布并基于鸿蒙系统的4G智能手机。2021年7月29日发布，是华为P40的后续型号。華為P50E於2022年3月24日發售，不過此款手機不支持5G。

## 规格

### 硬件
P50系列发售时，华为正面临美国第四轮制裁，限制器件供应商向华为出售涉及美国技术的产品，而5G射频芯片的核心元件滤波器主要由美国高通公司生产，加上P50搭载的骁龙888处理器也由高通生产，故P50系列不支持5G。其中，P50E采用骁龙778G 4G版本处理器；P50采用骁龙888 4G版本处理器；P50 Pro则搭载麒麟9000系列处理器或骁龙888 4G版本处理器。

### 影像
后置摄像头方面，华为P50采用了5000万像素传感器，等效焦距23mm，光圈值f/1.8；此外还搭载一颗1300万像素超广角传感器和1200万潜望式长焦（支持光学防抖），支持5倍光学变焦。华为P50 Pro同样采用5000万像素传感器，等效焦距23mm，光圈值f/1.8，支持光学防抖；此外，华为P50 Pro还搭载4000万像素黑白传感器，1300万像素超广角传感器以及6400万像素潜望式长焦（支持光学防抖），支持3.5倍光学变焦，100倍数字变焦。华为P50 Pro的DXO后置相机评分144分。
前置摄像头方面，华为P50系列均采用1300万像素传感器，支持100º广角拍摄，其中P50 Pro还支持14cm超近自动对焦。华为P50 Pro的DXO前置摄像头评分106分。

### 软件
该设备搭载华为技术有限公司自主研发的HarmonyOS系统，但海外版本仍搭载EMUI系统。

### 售价
- P50E提供8GB RAM/128GB ROM和8GB RAM/256GB ROM两种存储配置，售价分别为4088元和4488元[4]。

- P50 Pro骁龙888 4G处理器版提供8GB RAM/128GB ROM和8GB RAM/256GB两种存储配置有雪域白、曜石黑、可可茶金三款配色，售价分别为5988元和6488元[8]，星河蓝配色提供 8GB RAM/128GB ROM、8GB RAM/256GB ROM和8GB RAM/512GB ROM三种存储配置，售价分别为5488元、5988元和6988元；云锦白、丹霞橙配色提供 8GB RAM/256GB ROM和8GB RAM/512GB ROM两种存储配置，售价分别为6488元和7488元[9]。

- P50 Pro麒麟9000处理器版提供8GB RAM/128GB ROM、8GB RAM/256GB ROM和8GB RAM/512GB ROM三种存储配置，售价分别为5988元、6488元和7488元[1]，微澜浩海配色提供12GB RAM/512GB ROM存储配置，售价7988元[10]。